# Virginia Fernández
Virginia Fernández Robles, (Málaga, Andalucía, 6 de marzo de 1989) es una jugadora de balonmano española.

## Trayectoria
Juega en la posición de portera en el Elda Prestigio de la Liga Guerreras Iberdrola y es internacional absoluta con la Selección femenina de balonmano playa de España.
Virginia dio sus primeros pasos en el balonmano en el Colegio Europa de Málaga. De allí el entrenador malagueño Diego Carrasco la fichó para el ASISA Costa del Sol, la denominación que, por aquel entonces, tenía el Costa. Allí permaneció hasta la temporada 2017, donde la malagueña firma por el JDA Dijon francés (solo estuvo una temporada) y el Boden Handboll IF sueco, con el compitió dos temporadas, del 2018 al 2020.
Tras su periplo europeo recaló de nuevo en Málaga en la temporada 2020 para compartir portería con Merche Castellanos. Formando parte del equipo andaluz se hizo con los títulos de la Copa de la Reina y la Supercopa de España además de convertirse en campeona de la Copa de la EHF. En el 2023 participó activamente en la consecución del título de liga del equipo malagueño.
En abril del 2024 se anunció su salida del Costa del Sol y su llegada al Elda Prestigio.

### Balonmano playa
A sus 31 años fue llamada por la selección española de balonmano playa para competir en el europeo de balonmano celebrado en Varna (Bulgaria). El partido por el tercer y cuarto puesto ante la selección noruega se saldó con un 2-0 (21:18, 23:22) a favor de España, que se subió al tercer escalón del podium europeo.
En el año 2022, fue convocada de nuevo con la selección española para disputar el mundial celebrado en Heraklion, Grecia, en el año 2022. Allí se proclamó subcampeona del mundo con la selección española. En el 2023 fue una de las porteras, junto a Patricia Encinas, que se proclamó subcampeona de los III Juegos Europeos celebrados en Cracovia.

## Palmarés

### Competiciones internacionales
| Título                                             | Selección | Ciudad    | Año  |
| -------------------------------------------------- | --------- | --------- | ---- |
| Medalla de plata en el mundial de balonmano playa  | Española  | Heraclión | 2022 |
| Medalla de bronce en el Europeo de balonmano playa | Española  | Varna     | 2021 |
| Medalla de plata en los III Juegos Europeos        | Española  | Cracovia  | 2023 |

### Títulos Europeos
| Título           | Club   | País | Temporada |
| ---------------- | ------ | ---- | --------- |
| EHF European Cup | Málaga | ES   | 2020-2021 |

### Títulos nacionales
| Título                   | Club   | País | Temporada |
| ------------------------ | ------ | ---- | --------- |
| Copa de la Reina         | Málaga | ES   | 2019-2020 |
| Supercopa de España      | Málaga | ES   | 2020-2021 |
| Copa de la Reina         | Málaga | ES   | 2021-2022 |
| Liga Guerreras Iberdrola | Málaga | ES   | 2022-2023 |

### Distinciones individuales
- Premio a la trayectoria deportiva por la Federación Malagueña de Balonmano (2022–2023)[12]